# Bombus fragrans
Bombus fragrans (saknar svenskt namn) är en insekt i överfamiljen bin (Apoidea) och Europas största humla. 

## Utbredning
Humlan förekommer sällsynt från Ungern, Slovakien, Ukraina, Ryssland till sydvästligaste Sibirien, östra Turkiet, Kazakstan, Kaukasus, Kina och Mongoliet. Arten är utdöd i Österrike.

## Beskrivning
En mycket stor och långtungad humla; drottningen är 46–48 millimeter lång, arbetarna 18–21 millimeter.
Humlan är gyllengul över hela kroppen, med ett brett svart band tvärsöver mellankroppen. Det avlånga huvudet är svart.

## Ekologi
Den föredrar stäpper men kan även förekomma på andra slätter och vid foten av bergskomplex. Boet, som innehåller mellan 50 och 100 individer, inrättas underjordiskt, vanligen i övergivna smågnagarbon. Humlan är polylektisk, den besöker ett stort antal blommor, även om den föredrar korgblommiga växter.

## Status
Arten påverkas starkt av uppodlingen av stäpperna, både genom habitatförlusten och genom användning av bekämpningsmedel, och har minskat mycket kraftigt.